# Fête galante

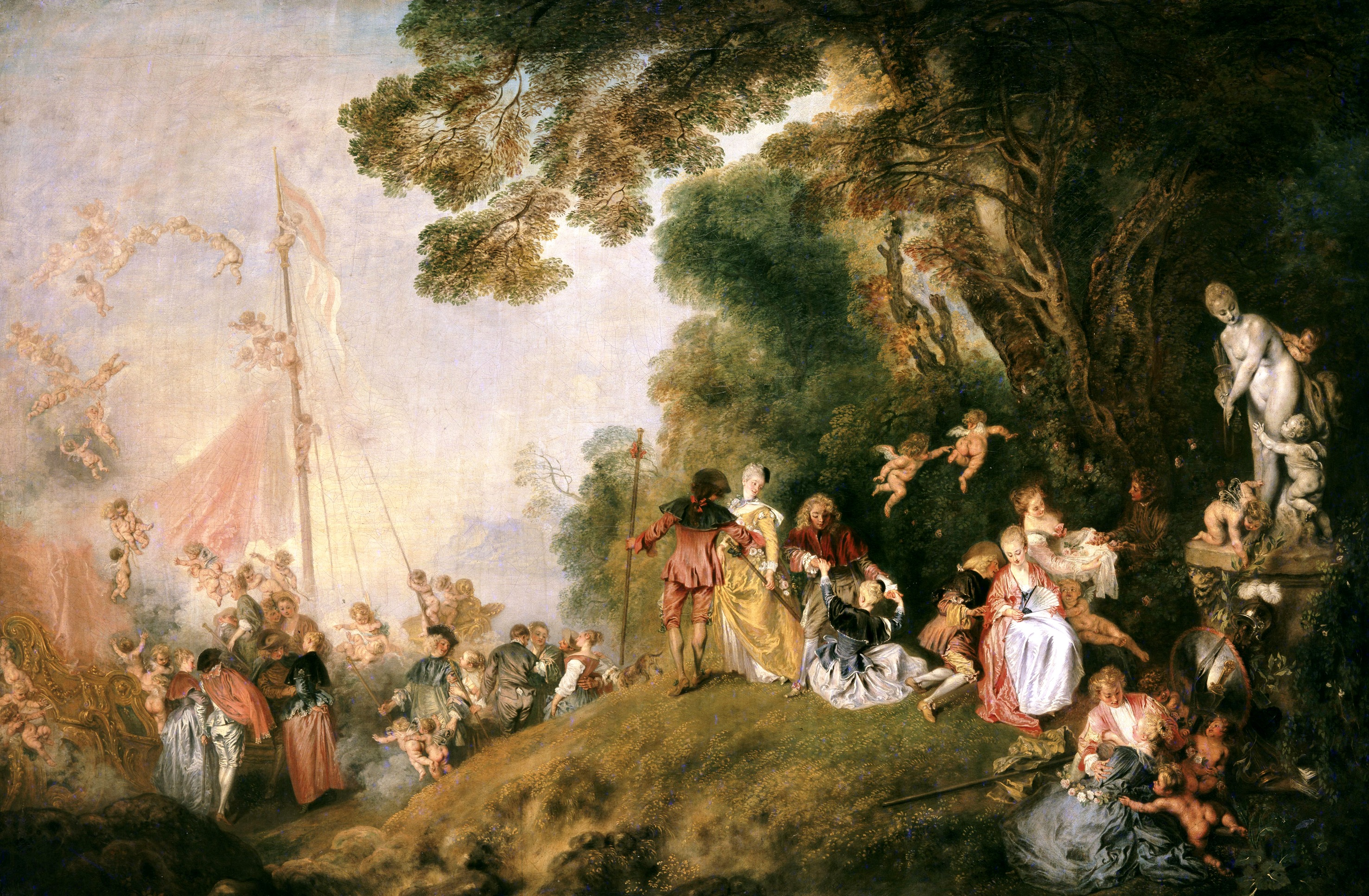
Antoine Watteau: Einschiffung nach Kythera, 1717

Fête galante (deutsch galantes Fest) ist eine französische Bezeichnung für eine Bildgattung der Malerei des Rokokos. Dargestellt werden in ländlicher Landschaft mit üppiger Vegetation meist verliebte Paare, Tänzer, schöne Damen und Hirten. Oftmals in Form von Schäferszenen mit Unterhaltung oder Vertraulichkeiten inmitten einer Parklandschaft. Einige diese Bilder sind erotischer Natur.
Fêtes galantes wurden vor allem im Frankreich des frühen 18. Jahrhunderts geschaffen. Unter den bekannten Malern befinden sich Antoine Watteau, François Boucher, Jean-Baptiste Pater, Jean François de Troy, Jean-Honoré Fragonard oder Nicolas Lancret.